# Xenosaurus mendozai
La lagartija de escamas granulares (Xenosaurus mendozai) es una especie de reptil perteneciente a la familia Xenosauridae. 

## Descripción
Xenosaurus mendozai difiere de todas las otras especies del género al norte del Cinturón Transvolcánico Mexicano en tener 2 escamas postrostrales en cada lado de la línea media. Se puede distinguir además de estas especies de la siguiente manera: de X. newmanorum, al tener menos lamelas debajo del cuarto dedo del pie; y de X. tzacualtipantecus, al tener las crestas postorbital y cigomática ampliamente separadas entre sí por una fila de escalas interpuestas (crestas postorbitales y cigomáticas en contacto en X. tzacualtipantecus). Xenosaurus mendozai se puede distinguir de todas las otras especies y subespecies de Xenosaurus al sur del Cinturón Transvolcánico Mexicano por 2 combinaciones de caracteres. Primero, X. mendozai difiere de todos estos taxones, excepto X. agrenon, en que los supraoculares más grandes no son más anchos que largos y en general tienen 2 escamas postrostrales en cada lado de la línea media. En segundo lugar, X. mendozai difiere de X. agrenon, X. grandis, X. penai, X. r. rackhami y X. r. sanmartinensis al tener un vientre inmaculado o con manchas oscuras difusas y dispersas en los costados y la región postorbital redondeada, sin un temporal delimitado por escalas bien definidas. Xenosaurus mendozai puede distinguirse además de X. phalaroanthereon y X. rectocollaris al tener las crestas postorbital y cigomática ampliamente separadas entre sí por una fila de escamas interpuestas y al tener más escamas debajo del cuarto dedo del pie.

## Distribución
Xenosaurus mendozai solo se conoce de las proximidades de las ciudades de Tilaco y Acatitlán de Zaragoza en el municipio de Landa de Matamoros en el noreste de Querétaro, México, dentro de la Reserva de la Biosfera Sierra Gorda. Además, se ha recolectado recientemente en las cercanías de El Pinalito, municipio de Jacala, Hidalgo.

## Hábitat
Al igual que otras especies del género, habita exclusivamente grietas o agujeros en rocas. La localidad tipo se encuentra a 1,348 m de altitud y corresponde a un bosque de robles. Las otras localidades en las que se ha recolectado la especie (localidades de paratipos) corresponden a bosques de robles (localidades a elevaciones relativamente más altas) o a una zona de transición entre bosques de robles y bosques tropicales subperenniales (localidades a elevaciones relativamente más bajas). Las especies arbóreas dominantes son Quercus aristata, Q. castanea, Q. crassipes, Q. laeta, Q. laurina y Q. mexicana. Sin embargo, la vegetación secundaria asociada a perturbaciones antropogénicas también es abundante en la región. El clima en el municipio de Landa de Matamoros es de transición entre templado y tropical, con la mayoría de las lluvias ocurriendo entre junio y octubre. La temperatura media anual es de 20 °C y la precipitación total anual media es de 773 mm. Estas lagartijas son diurnas e insectívoras, siendo los coleópteros, ortópteros y las larvas de lepidópteros los tipos de presas más consumidos.

## Estado de conservación
Su temperatura corporal se correlaciona significativamente con las temperaturas ambientales (aire y sustrato), lo que indica que estos lagartos son termoconformadores. Un estudio demográfico de X. mendozai sugirió que los aumentos futuros de la temperatura ambiental darían lugar a tendencias negativas de la población. Dada su distribución notablemente restringida, este escenario implica un alto riesgo de extinción. Por lo tanto se sugiere una mayor prioridad de conservación para esta especie.